# تاریخ پیتزا
تاریخ پیتزا (به انگلیسی: History of pizza) از دوران باستان آغاز می‌شود، زمانی که فرهنگ‌های مختلف باستانی شروع به درست کردن نان‌هایی مسطح کردند که روی آنها را مواد خوراکی پوشانده بودند. از فوچا می‌توان به‌عنوان غذایی یاد کرد که قبل از پیتزا احتمالاً رواج داشته و نوعی پیتزای اولیه بوده‌است. فوچا متشکل از نانی مسطح است که رومیان به آن پانیس فوکاکیوس (به لاتین: Panis focacius) می‌گفتند و روی آن را با مواد خوراکی می‌پوشانندند. پیتزای امروزی از قرن هجدهم یا اوایل قرن نوزدهم در ناپل ایتالیا شروع به تهیه شدن شد.
کلمه پیتزا برای نخستین بار در سال ۹۷۷ میلادی در گائتا و به‌طور پی در پی در مناطق مختلف ایتالیا مرکزی و جنوبی ثبت شده‌است. پیتزا به‌طور عمده در ایتالیا و در سایر نقاط نیز توسط مهاجران ایتالیایی خورده می‌شده‌است. این موضوع با شروع جنگ جهانی دوم و سربازان متفقین به ایتالیا تغییر کرد و این غذا شهرت بیشتری پیدا کرد.

## منشا
باستان شناسان فرانسوی و ایتالیایی نان پخته شده با قدمت ۷۰۰۰ سال را در ساردینیا یافته‌اند. غذاهایی مانند پیتزا از دوران باستان تهیه می‌شده‌اند. اسناد حاکی از این است که مواد مختلفی برای ایجاد طعم به نان اضافه می‌شده‌است. 
- در قرن ششم قبل از میلاد، سربازان هخامنشی که تحت امر داریوش بزرگ خدمت می‌کردند، نان‌های پهن شده و مسطح خود را که روی آن پنیر و خرما قرار داده بودند، روی سپرهای جنگی خود می‌پختند.[۵][۶]
- در یونان باستان، افراد یک نان مسطح و پهن شده به‌نام پلاکوس[b][۷] درست می‌کردند با موادی مانند گیاهان، پیاز، پنیر و سیر طعم‌دار می‌شده‌است.[۸]
- نخستین اشاره به پیتزا به‌عنوان غذا در انه‌اید (حدود ۱۹ سال قبل از میلاد) رخ داده‌است، هنگامی که سلنو[c]، ملکه هارپی، پیش‌بینی می‌کند که تروجان‌ها تا زمانی که مجبور نشوند از گرسنگی میز غذای خود را بخورند، صلح نمی‌کنند.[۹]

برخی از مفسرین پیشنهاد کرده‌اند که منشا پیتزا می‌تواند با پیزارل ارتباط داشته باشد، غذایی که توسط یهودیان رومی پس از بازگشتن از کنیسه به‌عنوان کوشر در عید پسح پخته شده و مصرف می‌شده‌است. آبا ابن، پیشنهاد کرده‌است که پیتزای مدرن و امروزی برای نخستین بار در ۲۰۰۰ سال قبل و زمانی که سربازان رومی پنیر و زیتون را به نان مصا اضافه کرده‌اند، تهیه شده‌است.
امروزه علاوه بر پیزا، غذاهای دیگری نیز وجود دارد که بر اساس نان پهن و مسطح تهیه می‌شوند و قدمت آنها به دوران باستان باز می‌گردد که برخی از آنها عبارت‌اند از: فوچا (قدمت آن ممکن است به تمدن اتروسک برسد)، ماناکیش متعلق به سرزمین شام، کوکا نانی شیرین و طعم‌دار متعلق به کاتالونیا، والنسیا و جزایر باسک، نان پیتا متعلق به یونان، لپینجا متعلق به بالکان و رومانا متعلق به ناحیه رومانا-امیلیا در ایتالیا.

## ابداع
مطابق اسناد کشف شده توسط مورخی به نام آنتونیو ماتوزی در مکانی باستانی در ناپل، در سال ۱۸۰۷، بیش از ۵۴ پیتزافروشی در این شهر وجود داشته‌است که همگی دارای آدرس و مشخصات مالک بوده‌اند. تعداد این پیتزافروشی‌ها در نیمه دوم قرن نوزدهم میلادی به ۱۲۰ مورد افزایش یافت.

## پیتزا در کانادا
نخستین مغازه پیتزافروشی در کانادا، در شهر مونترال و در سال ۱۹۴۸ شروع به‌کار کرد. در اواخر دهه ۱۹۵۰ میلادی، نخستین تنور پیتزاپزی وارد کانادا شد. پیتزا کم‌کم و در طی دهه ۱۹۶۰ میلادی در این کشور محبوب شد که این موضوع موجب افزایش تعداد پیتزافروشی‌های موجود در سراسر کانادا شد.

## پیتزا در آمریکا
برای نخستین‌بار در اواخر قرن نوزدهم بود که پیتزا از طریق مهاجرین ایتالیایی وارد آمریکا شد.

## واژه‌نامه
1. ↑  Focaccia
2. ↑  Plakous
3. ↑  Celaeno
4. ↑  Pizzarelle
5. ↑  Manakish
6. ↑  Coca
7. ↑  Lepinja
8. ↑  Romagna
9. ↑  Emilia-Romagna